# 失恋排行榜
《失恋排行榜》（英語：High Fidelity），2000年美国爱情喜剧片，由斯蒂芬·弗里尔斯执导，約翰·庫薩克、伊本·赫杰尔、傑克·布萊克、托德·路易斯和莉萨·博内特出演。影片改编自尼克·宏比的1995年同名小说，故事发生地从原版的伦敦改到芝加哥，主角名字亦更改。
宏比看完影片后，很满意库萨克的表演，表示“有时候，它好像是一部约翰·库萨克在读我的书的电影。”

## 剧情
罗伯·戈登是音乐发烧友，但不懂女性的想法。被交往已久的女朋友劳拉甩掉后，他打算搞清楚自己在感情上栽跟头的原因，于是去找年迈的伙伴。
每天，罗伯都在他的唱片店冠军黑胶（Championship Vinyl）上班，每天都碰到流连忘返的顾客。他和同事迪克和巴瑞是一部音乐的大百科全书，每次碰到机会就会列出“五佳”榜单，公开嘲笑顾客的品味，借机出售一些唱片。
两名入店行窃的滑板少年文斯和贾斯汀一开始惹恼了店员，直到罗布在听他们以“淫魔巫师”（The Kinky Wizards）的名义创作的唱片。罗伯让两人签下他的厂牌五强唱片（Top 5 Records），于是两人成了厂牌的首个艺人。每到下班，罗伯想起劳拉就会很憔悴，他希望赢回她。
劳拉的父亲去世了，他生前很喜欢罗伯。罗伯和劳拉出席了他的葬礼。受到迎接后，罗伯意识到自己一直没想好跟劳拉在一起生活，也没有向她承认这事——正因为如此，他没有想过自己的未来。之后他们继续同居。他遇到了一位音乐专栏作家，对她很痴迷，不过在给她制作混音带的时候，他怀疑自己是否能驾驭不同的摇滚乐。
罗伯告诉劳拉，其他女人不过是幻想，劳拉才是真实的，他从来没有厌倦她。他提议结婚，她感谢他提出。她安排他回访他最爱的唱片骑师。在欢迎文斯和贾斯汀发布新单曲的庆功会上，巴瑞的乐队音速死猴（Sonic Death Monkey）表演了《Let's Get It On》，罗伯为乐队的惊人表现感到诧异。
罗伯最终给劳拉做了混音带，找到了取悦她的办法。

## 阵容
- 約翰·庫薩克 饰 罗布·戈登（Rob Gordon）
  - 德雷克·贝尔 饰 青年罗布
- 伊本·赫杰尔（英语：Iben Hjejle） 饰 劳拉（Laura）
- 傑克·布萊克 饰 巴瑞·贾德（Barry Judd）
- 托德·路易斯（英语：Todd Louiso） 饰 迪克（Dick）
- 凯瑟琳·泽塔-琼斯 饰 查理·尼科尔森（Charlie Nicholson）
- 莉萨·博内特（英语：Lisa Bonet） 饰 玛丽·德萨勒（Marie DeSalle）
- 莎拉·吉爾伯特 饰 安诺·莫斯（Annaugh Moss）
- 莉莉·泰勒（英语：Lili Taylor） 饰 莎拉·肯德鲁（Sarah Kendrew）
- 瓊安·庫薩克 饰 丽兹（Liz）
- 蒂姆·罗宾斯 饰 伊恩·雷·雷蒙德（Ian "Ray" Raymond）
- 乔勒·卡特（英语：Joelle Carter） 饰 佩妮·哈德威克（Penny Hardwick）
- 克里斯·雷曼（Chris Rehmann）饰 文斯（Vince）
- 本·卡尔（Ben Carr）饰 贾斯汀（Justin）
- 娜塔莎·格雷格森·瓦格纳（英语：Natasha Gregson Wagner） 饰 卡罗琳·富蒂斯（Caroline Fortis）
- 布魯斯·斯普林斯汀 饰 自己 （客串）
- 伊万·威廉姆斯（英语：Ian Williams (musician)） 饰 唱片店顾客 （客串）
- 艾尔·约翰逊（英语：US Maple） 饰 唱片店极客

## 制作

### 开发
1995年，尼克·宏比的小说被迪士尼旗下的试金石影业相中，进入为期三年的电影开发。迪士尼总裁乔·罗斯找来唱片部门总裁凯西·尼尔森（Kathy Nelson）交谈，凯西建议库萨克、他的编剧兼制片人D·V·德文森蒂斯（D. V. DeVincentis）和史蒂夫·平克负责改编这书。凯西曾和两人合作创作《这个杀手将有难》，自认为对素材很有感觉。库萨克认为，德文森蒂斯跟电影的主角一样，对唱片很狂热，收藏了1000张黑胶唱片及数千张CD和录音带。他们写的方案立马得到罗斯的批准。

### 剧本
编剧决定把原作故事的地点从伦敦改为他们更熟悉的芝加哥，而平克认为芝加哥是“当代另类音乐的伟大舞台”。库萨克说：“我读这本书的时候，就知道那些事情发生在芝加哥的哪些地方。我知道美国人罗布在哪里上学和辍学，在哪里灌制唱片。我知道，我跟罗布、迪克和巴里他们那样的人一起长大的时候，会去哪两三家唱片店”。影片发行商博伟的夏洛特·都铎（Charlotte Tudor）表示：“芝加哥感觉上跟伦敦北部一样，是一个充满活力的音乐舞台，很多场景都在烟雾缭绕的酒吧展开。当然，气候也是一样。但包括尼克在内的所有人认为地理环境并非问题的中心点，中心点是两者相通的吸引力。”部分场景在芝加哥柳条公园街区及莱恩科技高中取景。
库萨克表示，改编这部小说的最大挑战是放弃罗布·戈登经常打破第四面墙，直接和观众对话的想法。编剧们参考了米高·肯恩电影《阿尔菲》中的类似手法，藉此传达罗布内心后悔的想法。库萨克拒绝了这个办法，认为“这对我来说很重要”。斯蒂芬·弗里尔斯一签下导演合同，就提议使用这种手法，得到所有人同意。
库萨克和编剧提出罗布可以在思想上跟布魯斯·斯普林斯汀对话，参考自宏比原著中旁白希望他可以应付前女友，就像斯普林斯汀专辑《出生在美国》的歌曲《Bobby Jean》所唱的。他们没想过会真的让这位音乐人参演电影，但认为把他放进剧本中，会让片方感到兴奋。库萨克认识斯普林斯汀，他给对方打了电话，表达了这个想法。斯普林斯汀要了剧本的副本后，同意了。

### 选角
弗里尔斯参见柏林国际电影节时观看了伊本·赫杰尔主演的电影《敏郎悲歌》，认为找到了女主角的人选。弗里尔斯很喜欢宏比的作品，但由于作品不属于他出生的年代，没有跟素材联系起来。不过，他希望跟库萨克再次合作（之前合作过《致命赌局》），便欣然接受了工作。他认同将故事发生地从伦敦改为芝加哥的想法。导演坚持让杰克·布莱克扮演巴瑞。弗里尔斯说制片厂有很多人跑去看他的样片。

## 原声带
| 評論得分 | 評論得分 |
| 來源     | 評分     |
| -------- | -------- |
| AllMusic | [ 13 ]   |

编剧们面临的一大难题是辨别用在电影里的歌曲，因为库萨克认为影片中罗布、迪克和巴里对音乐都很刁钻。为此，他和编剧们听了2000首歌，从中精选70首歌。

## 发行
影片于好莱坞埃尔卡皮坦剧院首映，映后晚会在Sunset Room举行，頑強的D登台表演。影片于2000年3月31日公映，首周末票房640万美元。最终全球票房为4710万美元，其中美国2730万美元。

### 专业评价
影片在烂番茄获得91%的“认证新鲜度”，得到165条评论，平均得分7.7/10。网站共识写道：“导演斯蒂芬·弗雷尔斯（Stephen Frears）的灵巧之手和演员的强劲群戏表演融入了坚如磐石的配乐，讲述了一个有趣的故事。”影片在Metacritic获得35条评论，平均分79/100，表示“普遍好评”。
罗杰·伊伯特给出四星评价，写道：“看完《失恋排行榜》，我感觉我能走出电影院，会在街上碰到（跟片中）一样的人，而且我也愿意去接触他们，这是个非常高的评价。”《华盛顿邮报》的德森·豪（Desson Howe）称赞布莱克·杰克是“一连串猛烈语言带来的能量。坦白说，每当他出现在镜头中，他就从库萨克手中抢走了风头。”《纽约时报》的斯蒂芬·霍尔登称赞库萨克的演技，称他是表达随和友情的大师，用非常自然和流畅的表现带领影片的过渡，你几乎没有一点感觉。不过，《今日美国》的评价并不这样，认为影片不太能和《致命赌局》和《校门外》一起列入库萨克的精选作品集中。《娱乐周刊》的欧文·格里伯曼打出“B-”的评价，认为影片中罗布的音乐特长是他压抑童年的标志，他需要找到过去的唱片，寻找真爱。如果电影想成为一部非常充实的浪漫精神剧，他就要用呆滞的姿态拥抱音乐和爱情。
《滚石》彼得·特拉弗斯（Peter Travers）认为影片打动了所有笑点低的人，不管是微笑还是大笑。库萨克和他的芝加哥朋友德文森蒂斯和斯蒂夫·平克重写了斯科特·罗森伯格的剧本，抓住了宏比的精髓的同时，没有放弃他们在1997年电影《致命赌局》中出色的漫画式反转。《观察家报》的菲利普·法兰奇（Philip French）认为，影片一部很优秀的喜剧片，充满语言和动作上的机灵点，两者用很强大的技巧组装到一起。“Salon.com”的斯蒂芬妮·扎查雷克（Stephanie Zacharek）称赞赫杰尔的表演：“赫杰尔扮演的劳拉非常受人喜欢，她非常真实、接地气，很明显被像罗布这样永远拒绝长大拒绝的家伙激怒。但你也可以看到她的耐心和镇定，正是他所需要的。”

### 影响
影片列入《帝国》“有史以来最伟大的500部电影”榜单第446位，位列烂番茄“浪漫喜剧25强”榜单第14位。2010年6月号的《芝加哥》将电影列入“40部最出色的芝加哥取景电影”第1位。俄裔美籍唱作歌手蕾吉娜·史派克特在创作歌曲《Fidelity》时看了这部电影，这是她迄今为止最受欢迎歌曲，也是她首部入选公告牌百强单曲榜的作品。同样在2006年，改编自影片的同名音乐剧在百老汇剧院首映，表演13场。2010年，坦雅摩根成员唐威尔（Donwill）发布以电影人物角度创作的独唱专辑《Don Cusack In High Fidelity》。

## 电视剧
2018年4月，ABC工作室宣布与午夜电台（Midnight Radio）合作开发改编自电影的电视剧。罗森伯格将回归出任电视剧编剧，库萨克的角色由女性出演。剧集由维罗妮卡·韦斯特（Veronica West）和莎拉·库切卡（Sarah Kucserka）改编。2018年9月末，佐伊·克拉维茨担任主角。第一季有10集。
影片原计划在即将上线的流媒体服务Disney+上线，但2019年4月消息指电视剧移交给Hulu。Disney+内容高级副总裁阿格奈什·朱（Agnes Chu）表示电视剧朝着更适合Hulu的方向“进化”。
2019年10月30日，剧集宣布在2020年2月14日首播。

## 延伸阅读
- "The Cusacks"（页面存档备份，存于） by Scott Tobias. The Onion A.V. Club. March 29, 2000.